# Kovylkino
Kovylkino (russo: Ковы́лкино) è una città nella Repubblica di Mordovia, Russia, 116 km a sud-ovest della capitale, Saransk.
Situata in prossimità della sponda sinistra del fiume Mokša, è stata istituita come paese nel 1960.